# Wapen van Noorbeek

Wapen van Noorbeek

Het wapen van Noorbeek werd op 10 december 1941 per besluit van de waarnemend Secretaris-Generaal van het Departement van Algemene Zaken aan de Nederlands Limburgse gemeente Noorbeek toegekend. De gemeente had het wapen in gebruik tot 1982, dat jaar ging de gemeente Noorbeek op in de gemeente Margraten. Margraten gebruikte sinds 1932 een wapen en dat is na de fusie niet aangepast. 

## Blazoenering
De blazoenering van het wapen luidt als volgt:
Gedeeld; I in keel een adelaar van zilver; II gedwarsbalkt van zilver en azuur van tien stukken en over alles heen een dubbelstaartige leeuw van keel, gekroond, genageld en getongd van goud. Het schild gedekt door een gouden kroon van drie bladeren en twee paarlen.
Het wapen is paalsgewijs gedeeld, het bestaat uit twee verticale delen. Het eerste deel is rood van kleur met daarop een geheel zilveren adelaar. Het tweede deel is opgedeeld in tien horizontale banen die afwisselend zilver en blauw zijn. Over deze balken is een rode leeuw met twee staarten geplaatst. De leeuw heeft een gouden tong, nagels en kroon. Op het schild staat een gravenkroon.

## Geschiedenis
Noorbeek resoteerde in 1083 onder 's Gravenvoeren dat de hoofdplaats was van het graafschap Dalhem. Noorbeek is meermalen overgegaan van eigenaren, die allen korte tijd de heerlijkheid in bezit hebben gehad. Het wapen is samengesteld uit de wapens van de families Van Hochstaden en Van Luxemburg, beide voormalige heren van Noorbeek.

## Vergelijkbare wapens

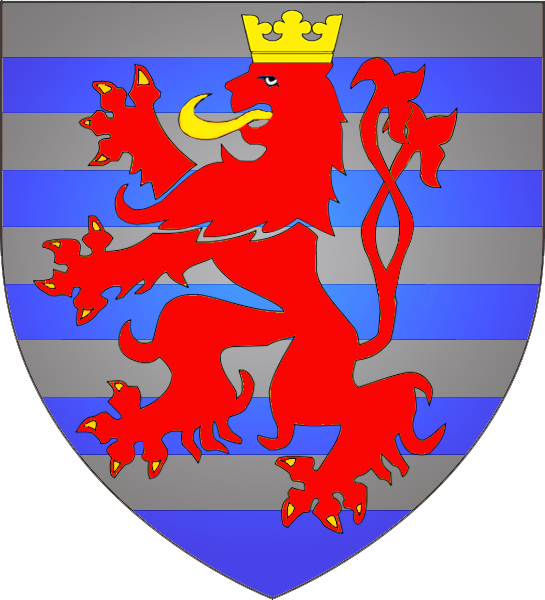
Wapen van de graven van Luxemburg.
Van Hochstaden

Ambt Montfort
· Amby
· Amstenrade
· Arcen en Velden
· Baexem
· Beegden
· Beek
· Belfeld
· Bemelen
· Berg en Terblijt
· Bingelrade
· Bocholtz
· Borgharen
· Born
· Broekhuizen
· Broeksittard 
· Buggenum
· Bunde
· Cadier en Keer
· Echt 
· Eijsden
· Elsloo
· Eygelshoven
· Geleen
· Gennep
· Geulle
· Grathem
· Grevenbicht
· Gronsveld
· Grubbenvorst
· Gulpen 
· Haelen
· Heel
· Heel en Panheel
· Heer
· Helden
· Herten
· Heythuysen
· Hoensbroek
· Horn
· Horst
· Houthem
· Hulsberg
· Hunsel
· Itteren
· Jabeek
· Kessel
· Klimmen
· Limbricht
· Linne
· Maasbracht
· Maasbree
· Maasniel
· Margraten
· Meerlo
· Meerlo-Wanssum
· Meerssen
· Meijel
· Melick en Herkenbosch
· Merkelbeek
· Mheer
· Montfort
· Munstergeleen
· Neer
· Neeritter
· Nieuwenhagen
· Nieuwstadt
· Noorbeek
· Nuth
· Onderbanken
· Obbicht en Papenhoven
· Ohé en Laak
· Oirsbeek
· Ottersum
· Oud-Valkenburg
· Oud-Vroenhoven
· Posterholt
· Roggel
· Roggel en Neer
· Roosteren
· Schaesberg
· Schimmert
· Schinnen
· Schinveld
· Sevenum
· Simpelveld
· Sint Geertruid
· Sint Odiliënberg
· Sint Pieter
· Sittard
· Slenaken
· Spaubeek
· Stramproy
· Stevensweert
· Susteren
· Swalmen
· Tegelen
· Thorn
· Ubach over Worms
· Ulestraten
· Urmond
· Valkenburg
· Vlodrop
· Wanssum
· Wessem
· Wijlre
· Wijnandsrade
· Wittem